# Molophilus nocticolor
Molophilus nocticolor är en tvåvingeart som beskrevs av Alexander 1953. Molophilus nocticolor ingår i släktet Molophilus och familjen småharkrankar. Inga underarter finns listade i Catalogue of Life.